# Альтернатива Титса
Альтернатива  Титса — теорема о строении конечно порожденных линейных групп. Названа в честь Жака Титса.

## Формулировка
Пусть {\displaystyle G} конечно порождённая линейная группа над некоторым полем. 
Тогда для {\displaystyle G} выполняется в точности одно из следующих утверждений
- Либо {\displaystyle G} почти разрешима, то есть  содержит разрешимую подгруппу конечного индекса.
- Либо {\displaystyle G} содержит подгруппу, изоморфную свободной группе с двумя образующими.

## Следствия
- Линейная группа не аменабельна, тогда и только тогда, когда она содержит неабелеву свободную группу.
  - Иначе говоря, гипотеза фон Неймана справедлива и для линейных групп.
- Альтернатива Титса является важным компонентом в доказательстве теоремы Громова о группах полиномиального роста.

## Вариации и обобщения
Говорят, что группа {\displaystyle G} удовлетворяет альтернативе Титса, если для каждая подгруппы {\displaystyle H<G} почти разрешима или содержит неабелеву свободную подгруппу. 
Иногда в определении дополнительно предполагают, что {\displaystyle H} конечно порождена.
Примеры групп, удовлетворяющих альтернативе Титса, включают линейные группы, а также:
- Гиперболические группы
- Группа классов преобразований поверхности[1][2]
- {\displaystyle Out(F_{n})}[англ.][3]

Примеры групп, не удовлетворяющих альтернативе Титса:
- Группа Григорчука;
- Группа F Томпсона.

## О доказательстве
В доказательстве рассматривают замыкание {\displaystyle {\bar {G}}} группы {\displaystyle G} в топологии Зарисского.
Если {\displaystyle {\bar {G}}} разрешима, то и группа {\displaystyle G} разрешима. 
В противном случае переходят к рассмотрению образа {\displaystyle G} в компоненте Леви {\displaystyle {\bar {G}}}. 
Если она некомпактна, то пинг-понг лемма завершает доказательство. 
Если она компактна, то либо все собственные значения элементов в образе {\displaystyle G} корни единицы, а значит, образ {\displaystyle G} конечен, 
или можно найти вложение, для которого применима пинг-понг лемма.